# Scorpaena neglecta
Scorpaena neglecta és una espècie de peix pertanyent a la família dels escorpènids.

## Descripció
- Fa cm de 37,5 llargària màxima i 900 g de pes.[5][6]

## Hàbitat
És un peix marí, demersal i de clima temperat que viu a la plataforma continental entre 100-150 m de fondària.

## Distribució geogràfica
Es troba a Austràlia, la Xina (incloent-hi Hong Kong), el Japó, Corea i Taiwan.

## Observacions
És verinós per als humans.